# Stora Säxen
Stora Säxen är en sjö i Vansbro kommun i Dalarna och ingår i Dalälvens huvudavrinningsområde. Sjön har en area på 4,75 kvadratkilometer och ligger 250,3 meter över havet. Sjön avvattnas av vattendraget Säxån.

## Delavrinningsområde
Stora Säxen ingår i det delavrinningsområde (672264-141275) som SMHI kallar för Utloppet av Stora Säxen. Medelhöjden är 298 meter över havet och ytan är 27,15 kvadratkilometer. Det finns ett avrinningsområde uppströms, och räknas det in blir den ackumulerade arean 44,29 kvadratkilometer. Säxån som avvattnar avrinningsområdet har biflödesordning 4, vilket innebär att vattnet flödar genom totalt 4 vattendrag innan det når havet efter 330 kilometer. Avrinningsområdet består mestadels av skog (63 procent) och sankmarker (14 procent). Avrinningsområdet har 5,05 kvadratkilometer vattenytor vilket ger det en sjöprocent på 18,6 procent.